# Одиноков, Валерий Иванович
Валерий Иванович Одиноков — российский учёный, доктор технических наук, профессор, директор Института машиноведения и металлургии Дальневосточного отделения РАН (1992—2013), заслуженный деятель науки РФ (1999).

## Биография
Родился 16 апреля 1939 года в Свердловске.
Окончил Уральский политехнический институт им. С. М. Кирова по специальности «Обработка металлов давлением» (1963).
С 1981 по 1992 год в Свердловском инженерно-педагогическом институте: доцент, с 1983 г. профессор кафедры технической механики.
В 1983 году защитил докторскую диссертацию по специальности «механика деформируемого твёрдого тела».
В 1984 году возглавил новую кафедру сопротивления материалов, в 1988 — объединённую кафедру сопротивления материалов и деталей машин.
В 1992 году избран директором Института машиноведения и металлургии Дальневосточного отделения РАН, находился в этой должности до 2013 года.
С 2010 г. главный научный сотрудник Управления научно-исследовательской деятельностью Комсомольского-на-Амуре государственного университета (КНАГУ).
Получил 100 патентов на изобретения. Автор 250 научных работ, 15 монографий.
Некоторые монографии:
- Численное исследование процесса деформации материалов бескоординатным методом. — Владивосток: Дальнаука, 1995. — 168 с.
- Одиноков В. И., Песков А. В. Применение бескоординатного метода к решению технологических задач в условиях плоской деформации. — Владивосток: Дальнаука, 1996. — 123 с.
- Одиноков В. И., Стулов В. В. Литейно-ковочный модуль. — Владивосток: Дальнаука, 1998. — 150 с.
- Одиноков В. И., Каплунов Б. Г. Моделирование напряженно-деформированного состояния в процессах горячей штамповки. — Владивосток: Дальнаука, 1999. — 112 с.
- Одиноков В. И., Стулов В. В. Получение непрерывнолитых деформированных полых заготовок на литейно-ковочном модуле. — Владивосток: Изд-во Дальневосточного университета, 2002. — 140 с.
- Одиноков В. И., Проскуряков Б. И., Черномас В. В. Непрерывный процесс кристаллизации металла при одновременном его деформировании. — М.: Наука, 2006. — 111 с.

Подготовил 11 докторов наук и 32 кандидата наук.
Заслуженный деятель науки РФ (1999). Награждён орденом Почета.